# デヒドロエピアンドロステロン
デヒドロエピアンドロステロン（Dehydroepiandrosterone、略称 DHEA）とは、副腎や性腺で産生される男性ホルモンの一種である。
アンドロゲン（男性ホルモン）活性としてはテストステロンの約5%である。
成人女性においては、アンドロステンジオンとともに主要なアンドロゲンとして重要である。
昭和の時代、前立腺癌増殖は男性ホルモンの中で最も生理活性が高いテストステロンによって促進されると考えられていた。1993年頃になると前立腺細胞内においては、男性ホルモンの15％程度が DHEA と言われていたが、前立腺癌診療ガイドライン（2006年版、日本泌尿器科学会編）にはその40％を占めると述べられている。泌尿器科医師による前立腺癌の存在を否定されていない壮年男子が DHEAサプリメントを服用した場合、もし前立腺癌が存在すれば増殖を促進させてしまうことが危惧されている。
DHEAはテストステロンやエストラジオールと同様に性ステロイドホルモンであり、生体内でコレステロールを原料として生合成される。

## 作用
DHEAを経口投与などで増加させることにより、老化プロセスを遅らせたり止めたり、あるいは若返らせる「若返りホルモン」としてサプリメントが輸入代行されている。ほかに以下の症状に効果があるとされている。
- 副腎疲労
- 循環器病（参考記事[1]）
- 糖尿病
- 高コレステロール症
- 肥満
- 合併性硬化症
- パーキンソン病
- アルツハイマー症
- 免疫不全症
- うつ病
- 骨粗鬆症

原則として医師の処方でのみ服用可能である。